# Phạm Quốc Hưng
Phạm Quốc Hưng (sinh năm 1973) là thẩm phán cao cấp người Việt Nam. Chánh án Tòa án nhân dân tỉnh Hòa Bình, Phó Chánh án Tòa án nhân dân Tối cao.

## Tiểu sử
Ngày 4 tháng 9 năm 2014, Phạm Quốc Hưng, Quyền Vụ trưởng Vụ Thống kê - Tổng hợp TAND tối cao được bổ nhiệm giữ chức vụ Vụ trưởng Vụ Thống kê - Tổng hợp, Tòa án nhân dân tối cao Việt Nam.
Ngày 1 tháng 11 năm 2016, Phạm Quốc Hưng, Chánh Văn phòng Tòa án nhân dân tối cao được bổ nhiệm làm Thư ký Chánh án Tòa án nhân dân tối cao Việt Nam Nguyễn Hòa Bình (Quyết định số 1136/QĐ-TANDTC ngày 01/11/2016 của Chánh án Tòa án nhân dân tối cao).
Tháng 4 năm 2017, Phạm Quốc Hưng là Thư ký Bí thư Trung ương Đảng Cộng sản Việt Nam, Chánh Văn phòng TAND tối cao.
Chiều ngày 15 tháng 11 năm 2018, tại Hội nghị giới thiệu nhân sự quy hoạch Ban Chấp hành Trung ương nhiệm kỳ 2021-2026 của Tòa án nhân dân tối cao, Phạm Quốc Hưng, Chánh Văn phòng Tòa án nhân dân tối cao - Thư ký Bí thư Trung ương Đảng, Chánh án Tòa án nhân dân tối cao Nguyễn Hòa Bình được quy hoạch giới thiệu làm Ủy viên Ban Chấp hành Trung ương Đảng Cộng sản Việt Nam nhiệm kỳ 2021-2026 cùng với hai người khác là Nguyễn Xuân Kỳ, Vụ trưởng - Thư ký Bí thư Trung ương Đảng, Chánh án Tòa án nhân dân tối cao và Chu Thành Quang, Vụ trưởng Vụ Pháp chế và Quản lý khoa học Tòa án nhân dân tối cao.
Tháng 3 năm 2019, Phạm Quốc Hưng, Thẩm tra viên chính, Chánh Văn phòng TANDTC được Chủ tịch nước Việt Nam Nguyễn Phú Trọng bổ nhiệm giữ chức danh Thẩm phán cao cấp (theo đề nghị của Chánh án TANDTC tại Tờ trình số 05 TTr- TANDTC ngày 12/3/2019).
Từ ngày 1 tháng 4 năm 2019, Phạm Quốc Hưng được bổ nhiệm giữ chức vụ Chánh án Tòa án nhân dân tỉnh Hòa Bình thời hạn 5 năm thay ông Hà Quang Dĩnh nghỉ hưu trí.
Từ ngày 07 tháng 04 năm 2022, Phạm Quốc Hưng được bổ nhiệm giữ chức vụ Phó Chánh án Tòa án nhân dân Tối cao.